# 不動穀
不動穀（ふどうこく）とは、律令制において令制国の正税である稲穀を倉庫（不動倉）に備蓄し封印したものを指す。なお、粟で代用された不動粟穀（ふどうあわこく）や酒の形で保管された不動酒（ふどうしゅ）も不動穀の一種である。
和銅元年閏8月10日の太政官符で、正税である稲穀の貯蔵と不動倉設置が奨励され、国衙・郡衙に設置された正倉に貯蔵し満載となると、国司・郡司による検封作業を経て封印されて不動倉とされ、収められた稲穀は不動穀とされた。
不動倉の鑰は都の太政官に進上されて、太政官で厳重に保管された。飢饉の際の賑給などの非常時に限って、令制国が不動倉開検申請解と呼ばれる解を太政官に提出して許可を求め、不動開用符または不動充符と呼ばれる太政官符の交付とともに鑰の返送を得ることで例外的に開封が認められた。こうした厳重な管理体制が約30年近く後天平年間田租収入の30年分余りの（田地からの年間収穫量とほぼ同一）の貯蔵が存在していたことが現存する各令制国の正税帳から推測できる。
ところが、倉庫令では倉庫内の穀は一定期間（最長で9年）ごとに中身を入れ替えて腐敗を防止する規定があるにもかかわらず、不動倉の封印が厳重であったために、封印後は放置された状況となり、各地の不動倉で不動穀が腐敗するという事件が相次いだ。このため、天平12年8月14日（740年）には、一定年限ごとに中身を入れ替えるために太政官符と鑰の交付を受けることが命じられた。この判断自体は正しいものであったが、結果的にこれが不動穀管理の原則を崩す結果となる。
その直後に行われた恭仁京などの遷都計画、東大寺の大仏の造営などで国家財政が悪化すると、地方財源である正税が中央に送られて消費され、これを補うために不動穀の取り崩しが行われた。一方、中央の朝廷（律令政府）もこれを抑止するどころか、8世紀末期の平安京造営と蝦夷討伐の費用の捻出のために不動穀の一部を中央に上供させたり、不動穀の財源である田租の中から国税にあたる年料租舂米・年料別納租穀を抽出したため、結果的に貯蔵に回す稲穀の量は減少することになった。
このため、正税及び不動穀のバランスが崩壊して、不動穀は慢性的な流出を続けるようになる。更にこの仕組みを支えてきた租庸調などの律令制税制・財政も崩壊していったために、不動穀・不動倉の前提である正税・正倉も有名無実化した。9世紀末に宇多天皇が譲位に際して書き記した『寛平御遺誡』にも不動穀が廃絶寸前であることが述べられている。その後も年料別納租穀の一部停止と不動穀への転用などの再建策が出されたが効果は無く、康保元年（964年）には令制国に対して不動穀の財源を田租に代わる税より賄うとする新委不動穀制（しんいふどうこくせい）が導入されるが、その実施と管理を令制国側に一任したために、現地ではほとんど実施されずに終わったとみられる。11世紀中期の一国平均役によって、朝廷・国衙の事業に必要な経費分だけが徴税される税制に変更されていくと、貯蔵すべき税収の余剰が出る余地も失われたために、不動穀は制度的な根拠を失って事実上消滅してしまったとされている。
なお、一説によれば、律令制における田租の原点は、神事の遂行のために在地首長（豪族）へ献上されていた初穂であったとされ、在地首長から政治的・宗教的権限を剥奪した朝廷（律令政府）がその初穂を自己に納めさせたものであるという。不動穀化はそれを囲い込むことによって在地首長と田租を切り離す目的があったとも言われている。